# Mistrovství světa v malém fotbale IFA7 2017
Mistrovství světa v malém fotbale IFA7 2017 bylo 1. ročníkem MS v malém fotbale IFA7 (hraje se 7 na 7), které se konalo v guatemalském městě Retalhuleu v období od 20. do 29. října 2017. Účastnilo se ho 14 týmů, které byly rozděleny do 1 skupiny po 4 týmech a do 3 skupin po 3 týmech. Ze skupiny postoupily do vyřazovací fáze první a druhý celek ze skupiny A a první celek ze skupiny C. Celky ve skupinách B, D a dva celky, které se umístili ve skupině A na třetím místě a ve skupině a C na druhém místě se utkali v zápasech o postup do čtvrtfinále. Vyřazovací fáze zahrnovala 8 zápasů. Rusko postoupilo do finále, ve kterém porazilo Guatemalu 4:2 a poprvé tak vyhrálo mistrovství světa.

## Stadion
Mistrovství se odehrálo na jednom stadionu v jednom hostitelském městě: Estadio La Trinidad (Retalhuleu).

## Zápasy
Čas každého zápasu je uveden v lokálním čase.

### Skupinová fáze
| Vysvětlivky                                   |
| --------------------------------------------- |
| Tým postupuje do čtvrtfinále                  |
| Tým postupuje do boje o postup do čtvrtfinále |
| Vítěz zápasu je tučně zvýrazněn               |

#### Skupina A
| Tým       | Z | V | R | P | VG | IG | +/− | B |
| --------- | - | - | - | - | -- | -- | --- | - |
| Guatemala | 3 | 3 | 0 | 0 | 21 | 6  | +15 | 9 |
| Uruguay   | 3 | 2 | 0 | 1 | 18 | 15 | +3  | 6 |
| Kostarika | 3 | 1 | 0 | 2 | 17 | 11 | +6  | 3 |
| Kanada    | 3 | 0 | 0 | 3 | 3  | 27 | −24 | 0 |

| 20. října 2017 17:00                                                                               |       |                                                                                     |                                 |
| Uruguay                                                                                            | 7 : 6 | Kostarika                                                                           | Estadio La Trinidad, Retalhuleu |
| Alvaro Recoba 13', 23', 40' Antonio Pacheco 20' (pen.) Richard Nuñez 32', 36' Marcelo Zalayeta 29' |       | Daniel Fonseca 6', 32', 37' Juan Diego Acuña 24' Erick Padilla 26' Javier Baldi 40' | Estadio La Trinidad, Retalhuleu |

| 20. října 2017 21:00 |        | |                                 |
| Kanada               | 0 : 11 | Guatemala | Estadio La Trinidad, Retalhuleu |
|                      |        | Wuilian Alexander Vanegas Arriaga 5', 6', 14', 37' Gerson Mata 21' Fredy Samayoa 24', 28', 31' Kevin Kiggan 44' (pen.), 51' (pen.) Cesar Rodas 48' | Estadio La Trinidad, Retalhuleu |

| 22. října 2017 17:00 |        |                  |                                 |
| Kostarika | 10 : 1 | Kanada           | Estadio La Trinidad, Retalhuleu |
| Daniel Fonseca 1', 10', 11', 15', 35' Juan Diego Acuña 15', 19' (pen.) Julio Hughes 31' Javier Baldi 37' Juan Carlos Fuentes 38' |        | Kaswer Khani 39' | Estadio La Trinidad, Retalhuleu |

| 22. října 2017 21:00 |       |                                                                                       |                                 |
| Guatemala | 7 : 5 | Uruguay                                                                               | Estadio La Trinidad, Retalhuleu |
| Lester Gonzalez 4' Wuilian Alexander Vanegas Arriaga 6' Patrick Ruiz 11' Fredy Samayoa 21' Erick Gomez 24' Wanderley Ruiz 30' Gerson Mata 36' (pen.) |       | Alvaro Recoba 7' Fernando Correa 9', 24' (pen.) Antonio Pacheco 18' Richard Nuñez 35' | Estadio La Trinidad, Retalhuleu |

| 24. října 2017 17:00                       |       | |                                 |
| Kanada                                     | 2 : 6 | Uruguay                                                                                              | Estadio La Trinidad, Retalhuleu |
| Javier Delgado 10' (vl.) Antonio Vespa 44' |       | Antonio Pacheco 6' Fernando Correa 11', 28' Antonio Pacheco 33' Javier Delgado 40' Diego Perrone 46' | Estadio La Trinidad, Retalhuleu |

| 24. října 2017 21:00 |       |                                                            |                                 |
| Kostarika            | 1 : 3 | Guatemala                                                  | Estadio La Trinidad, Retalhuleu |
| Daniel Fonseca 27'   |       | Wuilian Alexander Vanegas Arriaga 26', 40' Gerson Mata 29' | Estadio La Trinidad, Retalhuleu |

#### Skupina B
| Tým       | Z | V | R | P | VG | IG | +/− | B |
| --------- | - | - | - | - | -- | -- | --- | - |
| Argentina | 2 | 2 | 0 | 0 | 9  | 2  | +7  | 6 |
| Brazílie  | 2 | 1 | 0 | 1 | 8  | 5  | +3  | 3 |
| USA       | 2 | 0 | 0 | 2 | 3  | 12 | −9  | 0 |

| 20. října 2017 19:00 |       | |                                 |
| USA                  | 0 : 6 | Argentina | Estadio La Trinidad, Retalhuleu |
|                      |       | Martin Alfonso 25+2', 25+5' Leonardo Marino 25+4' Santiago Siachino 27' Cristian Mirone 29' Sebastian Cobelli 49' | Estadio La Trinidad, Retalhuleu |

| 22. října 2017 19:00                                   |       |                                        |                                 |
| Brazílie                                               | 6 : 3 | USA                                    | Estadio La Trinidad, Retalhuleu |
| Paulo Alvez 1', 22', 50' Mathaus Miranda 31', 38', 48' |       | Hector Mata 7', 31' Clever Merchan 25' | Estadio La Trinidad, Retalhuleu |

| 24. října 2017 19:00                |       |                          |                                 |
| Argentina                           | 3 : 2 | Brazílie                 | Estadio La Trinidad, Retalhuleu |
| Ivan Oven 2' Sergio Aluffi 33', 39' |       | Mathaus Miranda 28', 48' | Estadio La Trinidad, Retalhuleu |

#### Skupina C
| Tým     | Z | V | R | P | VG | IG | +/− | B |
| ------- | - | - | - | - | -- | -- | --- | - |
| Mexiko  | 2 | 2 | 0 | 0 | 19 | 2  | +17 | 6 |
| Francie | 2 | 1 | 0 | 1 | 14 | 5  | +9  | 3 |
| Indie   | 2 | 0 | 0 | 2 | 0  | 26 | −26 | 0 |

| 21. října 2017 17:00 |        |       |                                 |
| Francie | 12 : 0 | Indie | Estadio La Trinidad, Retalhuleu |
| Yannis Aloizos 5', 14', 32' Lionel Gomez 11' Matene Togola 21', 44' Aurelien Saillant 27' Othman Zekraoui 42', 43' Mohamed Ramou 48' Scarl Muday 50' Hernan Kalaycuyan 51' |        |       | Estadio La Trinidad, Retalhuleu |

| 23. října 2017 17:00                                                |       |                                     |                                 |
| Mexiko                                                              | 5 : 2 | Francie                             | Estadio La Trinidad, Retalhuleu |
| Alejandro Viveros 16', 44' Edgar Martini 17', 33' Antonio Avila 45' |       | Matene Togola 7' Yannis Alozios 29' | Estadio La Trinidad, Retalhuleu |

| 25. října 2017 17:00 |        | |                                 |
| Indie                | 0 : 14 | Mexiko | Estadio La Trinidad, Retalhuleu |
|                      |        | Javier Gomez 3', 26' Diego Dominguez 4' Edgar Martini 4', 46' Enrique Lara 7', 20', 48' Christofer Perez 8' Alejandro Viveros 11' Alexis Gonzalez 12', 13' Fernando Camarena 16' Antonio Avila 40' | Estadio La Trinidad, Retalhuleu |

#### Skupina D
| Tým     | Z | V | R | P | VG | IG | +/− | B |
| ------- | - | - | - | - | -- | -- | --- | - |
| Rusko   | 2 | 2 | 0 | 0 | 9  | 5  | +4  | 6 |
| Peru    | 2 | 1 | 1 | 0 | 8  | 6  | +2  | 4 |
| Ekvádor | 2 | 0 | 0 | 2 | 7  | 22 | −15 | 0 |

| 21. října 2017 19:00                 |       | |                                 |
| Ekvádor                              | 2 : 6 | Rusko | Estadio La Trinidad, Retalhuleu |
| Francisco Rosales 6' Raul Crespo 30' |       | Sergei Kutuzov 1' Anton Goryachev 10', 37' Ilnar Zhamaletdinov 17' Eduard Urazakov 18' Francisco Rosales 19' (vl.) | Estadio La Trinidad, Retalhuleu |

| 23. října 2017 19:00 |       |      |                                 |
| Rusko                | 0 : 0 | Peru | Estadio La Trinidad, Retalhuleu |
|                      |       |      | Estadio La Trinidad, Retalhuleu |

|                                                  |       | Penaltový rozstřel                        |  |
| Ilnar Zhamaletdinov Sergei Kutuzov Sergei Ivanov | 2 : 1 | Brayan Ayllon Mario Valero Andres Mendoza |  |

| 25. října 2017 19:00                                                           |       |         |                                 |
| Peru                                                                           | 5 : 0 | Ekvádor | Estadio La Trinidad, Retalhuleu |
| Mario Valero 20' Andres Farfan 29' Piero Sifuentes 38' Rodrigo Vargas 47', 48' |       |         | Estadio La Trinidad, Retalhuleu |

## Zápasy o postup do čtvrtfinále
| 26. října 2017 17:00 |        | |                                 |
| USA                  | 0 : 12 | Rusko | Estadio La Trinidad, Retalhuleu |
|                      |        | Sergei Kharlamov 4' Sergei Kutuzov 5', 26', 26' Kirill Svirodov 7' Anton Goryachev 8', 48' Sergei Ivanov 19' Ilnar Zhamaletdinov 30', 38', 40' Ruslan Safarov 36' (pen.) | Estadio La Trinidad, Retalhuleu |

| 26. října 2017 19:00                                                                     |       |                    |                                 |
| Brazílie                                                                                 | 6 : 1 | Peru               | Estadio La Trinidad, Retalhuleu |
| Fabio Junior 7' Paulo Alvez 12', 33' Mario Cesar 26' Gustavo Arauz 30' Manuel Junior 49' |       | Rodrigo Vargas 43' | Estadio La Trinidad, Retalhuleu |

| 26. října 2017 21:00                                       |       |                                 |                                 |
| Argentina                                                  | 4 : 2 | Ekvádor                         | Estadio La Trinidad, Retalhuleu |
| Sebastian Cobelli 6', 15', 27' (pen.) Ezequiel Andrade 28' |       | Nelson Bustos 4' Raul Crespo 7' | Estadio La Trinidad, Retalhuleu |

| 27. října 2017 9:00               |       |                                         |                                 |
| Francie                           | 2 : 3 | Kostarika                               | Estadio La Trinidad, Retalhuleu |
| Matene Togola 14' Helio Gomez 29' |       | Daniel Fonseca 3', 19' Julio Hughes 33' | Estadio La Trinidad, Retalhuleu |

## Vyřazovací fáze

#### Pavouk
|  | Čtvrtfinále                   | Čtvrtfinále                   |                               |         | Semifinále  | Semifinále  |  |  | Finále                        | Finále |
|  |                               |                               |                               |         |             |             |  |  |                               |        |
|  | 27. října, 15:00 – Retalhuleu |                               |                               |         |             |             |  |  |                               |        |
|  |                               |                               |                               |         |             |             |  |  |                               |        |
|  | Argentina                     | 3                             |                               |         |             |             |  |  |                               |        |
|  | Argentina                     | 3                             | 28. října, 19:00 – Retalhuleu |         |             |             |  |  |                               |        |
|  | Uruguay (prod.)               | 4                             |                               |         |             |             |  |  |                               |        |
|  | Uruguay (prod.)               | 4                             | Uruguay                       | 0       |             |             |  |  |                               |        |
|  | 27. října, 17:00 – Retalhuleu |                               | Uruguay                       | 0       |             |             |  |  |                               |        |
|  |                               | Guatemala                     | 2                             |         |             |             |  |  |                               |        |
|  | Guatemala                     | Guatemala                     | 2                             | 9       |             |             |  |  |                               |        |
|  | Guatemala                     |                               | 29. října, 21:00 – Retalhuleu | 9       |             |             |  |  |                               |        |
|  | Brazílie                      | 1                             |                               |         |             |             |  |  |                               |        |
|  | Brazílie                      | 1                             | Rusko                         | 4       |             |             |  |  |                               |        |
|  | 27. října, 19:00 – Retalhuleu |                               | Rusko                         | 4       |             |             |  |  |                               |        |
|  |                               | Guatemala                     | 2                             |         |             |             |  |  |                               |        |
|  | Mexiko (pen.)                 | Guatemala                     | 2                             | 5       |             |             |  |  |                               |        |
|  | Mexiko (pen.)                 | 28. října, 21:00 – Retalhuleu |                               | 5       |             |             |  |  |                               |        |
|  | Peru                          | 1                             |                               |         |             |             |  |  |                               |        |
|  | Peru                          | 1                             | Mexiko                        | 0 (2)   | Třetí místo | Třetí místo |  |  |                               |        |
|  | 27. října, 21:00 – Retalhuleu |                               | Mexiko                        | 0 (2)   | Třetí místo | Třetí místo |  |  |                               |        |
|  |                               | Rusko (pen.)                  | 0 (4)                         |         |             |             |  |  |                               |        |
|  | Rusko                         | Rusko (pen.)                  | 0 (4)                         | 2       | Mexiko      | 7           |  |  |                               |        |
|  | Rusko                         |                               |                               | 2       | Mexiko      | 7           |  |  |                               |        |
|  | Kostarika                     | 1                             |                               | Uruguay | 4           |             |  |  |                               |        |
|  | Kostarika                     | 1                             |                               |         | 4           |             |  |  |                               |        |
|  |                               |                               |                               |         |             |             |  |  | 29. října, 19:00 – Retalhuleu |        |
|  |                               |                               |                               |         |             |             |  |  |                               |        |

#### Čtvrtfinále
| 27. října 2017 15:00                                           |               |                                                     |                                 |
| Argentina                                                      | 3 : 4 (prod.) | Uruguay                                             | Estadio La Trinidad, Retalhuleu |
| Ignacio Forastieri 17' Sergio Aluffi 34' Sebastian Cobelli 60' |               | Marcelo Zalayeta 30', 59' Javier Delgado 50+3', 55' | Estadio La Trinidad, Retalhuleu |

| 27. října 2017 17:00 |       |                               |                                 |
| Guatemala | 9 : 1 | Brazílie                      | Estadio La Trinidad, Retalhuleu |
| Gerson Mata 2', 9', 25' Wuilian Alexander Vanegas Arriaga 13', 41', 44', 50' (pen.) Gustavo Arauz 22' (vl.) Luis Ramirez 39' |       | Luis Pedro Valencia 33' (vl.) | Estadio La Trinidad, Retalhuleu |

| 27. října 2017 19:00                                              |       |                 |                                 |
| Mexiko                                                            | 5 : 1 | Peru            | Estadio La Trinidad, Retalhuleu |
| Enrique Lara 10', 36', 43' Cristian Frias 37' Alexis Gonzales 46' |       | Mario Valero 7' | Estadio La Trinidad, Retalhuleu |

| 27. října 2017 19:00                 |       |                    |                                 |
| Rusko                                | 2 : 1 | Kostarika          | Estadio La Trinidad, Retalhuleu |
| Sergei Kutuzov 29' Sergei Ivanov 42' |       | Daniel Fonseca 18' | Estadio La Trinidad, Retalhuleu |

#### Semifinále
| 28. října 2017 19:00 |       |                                                       |                                 |
| Uruguay              | 0 : 2 | Guatemala                                             | Estadio La Trinidad, Retalhuleu |
|                      |       | Wuilian Alexander Vanegas Arriaga 28' Gerson Mata 32' | Estadio La Trinidad, Retalhuleu |

| 28. října 2017 21:00                     |       |                                     |                                 |
| Mexiko                                   | 2 : 2 | Rusko                               | Estadio La Trinidad, Retalhuleu |
| Alejandro Viveros 25' Enrique Lara 50+2' |       | Sergei Kutuzov 7' Sergei Ivanov 12' | Estadio La Trinidad, Retalhuleu |

| |       | Penaltový rozstřel                                                                                                |  |
| Edgar Martini Enrique Lara Antonio Avila Iran Rodriguez Diego Dominguez Alexis Gonzalez Jesus Grajeda | 2 : 3 | Ilnar Zhamaletdinov Sergei Kutuzov Sergei Ivanov Kirill Svirodov Sergei Kharlamov Dennis Korshikov Sergei Kutuzov |  |

#### O 3. místo
| 29. října 2017 19:00                                                                       |       |                                                          |                                 |
| Mexiko                                                                                     | 7 : 4 | Uruguay                                                  | Estadio La Trinidad, Retalhuleu |
| Edgar Martini 1', 50', 51' Alejandro Viveros 8' Alexis Gonzalez 18', 44' Antonio Avila 37' |       | Antonio Pacheco 2' Alvaro Recoba 35', 37' Pablo Lima 45' | Estadio La Trinidad, Retalhuleu |

#### Finále
| 29. října 2017 21:00                                             |       |                                                               |                                 |
| Guatemala                                                        | 2 : 4 | Rusko                                                         | Estadio La Trinidad, Retalhuleu |
| Wuilian Alexander Vanegas Arriaga 27' Lester Gonzalez 40' (pen.) |       | Anton Goryachev 23', 49' Anton Kulagin 25' Sergei Kutuzov 35' | Estadio La Trinidad, Retalhuleu |